# H. John Heinz III
H. John Heinz III (Pittsburgh, 1938. október 23. – Lower Merion Township, 1991. április 4.) az Amerikai Egyesült Államok szenátora (Pennsylvania, 1977–1991).